# Iolanda Oanţă
Iolanda Oanţă (Rumania, 11 de octubre de 1965) es una atleta rumana retirada especializada en la prueba de 200 m, en la que consiguió ser subcampeona europea en pista cubierta en 1992.

## Carrera deportiva
En el Campeonato Europeo de Atletismo en Pista Cubierta de 1992 ganó la medalla de plata en los 200 metros, con un tiempo de 23.23 segundos, tras Oksana Stepicheva  del Equipo Unificado, y por delante de la austriaca Sabine Tröger.